# The Greatest Show on Earth: The Evidence for Evolution
O Maior Espetáculo da Terra: As Evidências da Evolução (português brasileiro) ou O Espetáculo da Vida: A Prova da Evolução (português europeu) (The Greatest Show on Earth: The Evidence for Evolution) é um livro do biólogo, etólogo evolutivo, professor e autor britânico Richard Dawkins. Lançado em setembro de 2009 no qual são expostas as evidências da evolução biológica. Foi o décimo livro de Dawkins, continuando o sucesso de The God Delusion (Deus, um delírio-2006) e The Ancestor's Tale  (A Grande História da Evolução-2004). A sua série de documentários recentes The Genius of Charles Darwin (O Gênio de Charles Darwin) cobre alguns dos temas do livro.
Foi publicado nos Estados Unidos pela Free Press e no Reino Unido e países da Commonwealth pela Transworld. Também está previsto o lançamento de um áudio-livro, lido por Dawkins e por sua esposa Lalla Ward.
Serviu de inspiração para o título da faixa The Greatest Show on Earth, do álbum Endless Forms Most Beautiful da banda finlandesa de metal sinfônico Nightwish, que conta com a participação de Dawkins.

## Capítulos
O livro é composto por treze capítulos, além do prefácio, um apêndice sobre Negacionismo, notas, uma bibliografia com leituras adicionais e índice remissivo. No miolo há 32 páginas com ilustrações coloridas de alta qualidade que são mencionadas ao longo do texto.

## Prefácio
O livro é um resumo pessoal de Dawkins das evidências de que a “teoria” da evolução é um fato incontestável como qualquer outro da ciência. No livro O Gene Egoísta, Dawkins explicou como a evolução ocorreu a partir de um ponto de vista genético, numa visão incomum da bem conhecida teoria da seleção natural. Estudou  a fundo os nossos ancestrais mais primitivos, descrevendo o trajeto percorrido pela história da vida  no livro A grande história da evolução. Porém, não havia produzido nada onde se discutia as evidências da evolução, até produzir o livro “O maior espetáculo da terra: evidências da evolução”. Título esse inspirado por um simpatizante anônimo que o mandou uma camiseta com essa frase inspiradora: “Evolução: única na vida. O maior espetáculo da Terra”. O autor recebeu ajuda de diversas pessoas. Em três ocasiões, durante etapas finais do texto, novas informações foram relatadas em publicações científicas que, com esforço editorial, foram inseridas ao texto. O livro só foi concluído quando o autor já estava aposentado.

## Apenas uma teoria?
O livro se inicia mostrando que a evolução já é um fato incontestável na ciência e que a frase "apenas uma teoria" é uma falácia. O objetivo de Dawkins é explicar que a evolução é de fato uma teoria mas que teoria no mundo científico tem um significado diferente do usado de maneira popular. Através de histórias pessoais, conceitos e evidências, demonstra o que vai ser explicitado no livro ao longo dos capítulos e como a evolução está dentro, em volta e entre todos. E toda a sua história se descobre ao estudar as eras passadas e sua evidências atuais. Além disso Dawkins afirma que existe uma grande descrença na evolução por diversos motivos, incluindo a maneira que ela é ensinada e discutida nas escolas.
No início do capítulo, Dawkins exemplifica as dificuldades e desafios na exposição de descobertas científicas, feitas seguindo a metodologia, sendo elas frequentemente contestadas por opiniões não científicas. Ele afirma que as evidências da evolução são indubitavelmente verdadeiras, tanto quanto as comprovações históricas da existência do Império Romano. Neste capítulo ele compara as pessoas que não acreditam nas evidências da evolução com os negadores da história. O autor discute o que é teoria, e em seguida discute como o termo teoria é utilizado fora do campo científico na linguagem cotidiana.
Fica explícito no capítulo que o intuito do livro é trazer à tona os impactos e a importância científica de trabalhos como os de Darwin e de diversos outros pesquisadores na construção e manutenção da teoria da evolução. O capítulo conclui que a evolução não é apenas uma teoria, mas sim uma teoria cientificamente comprovada.

## O cão, a vaca e a couve

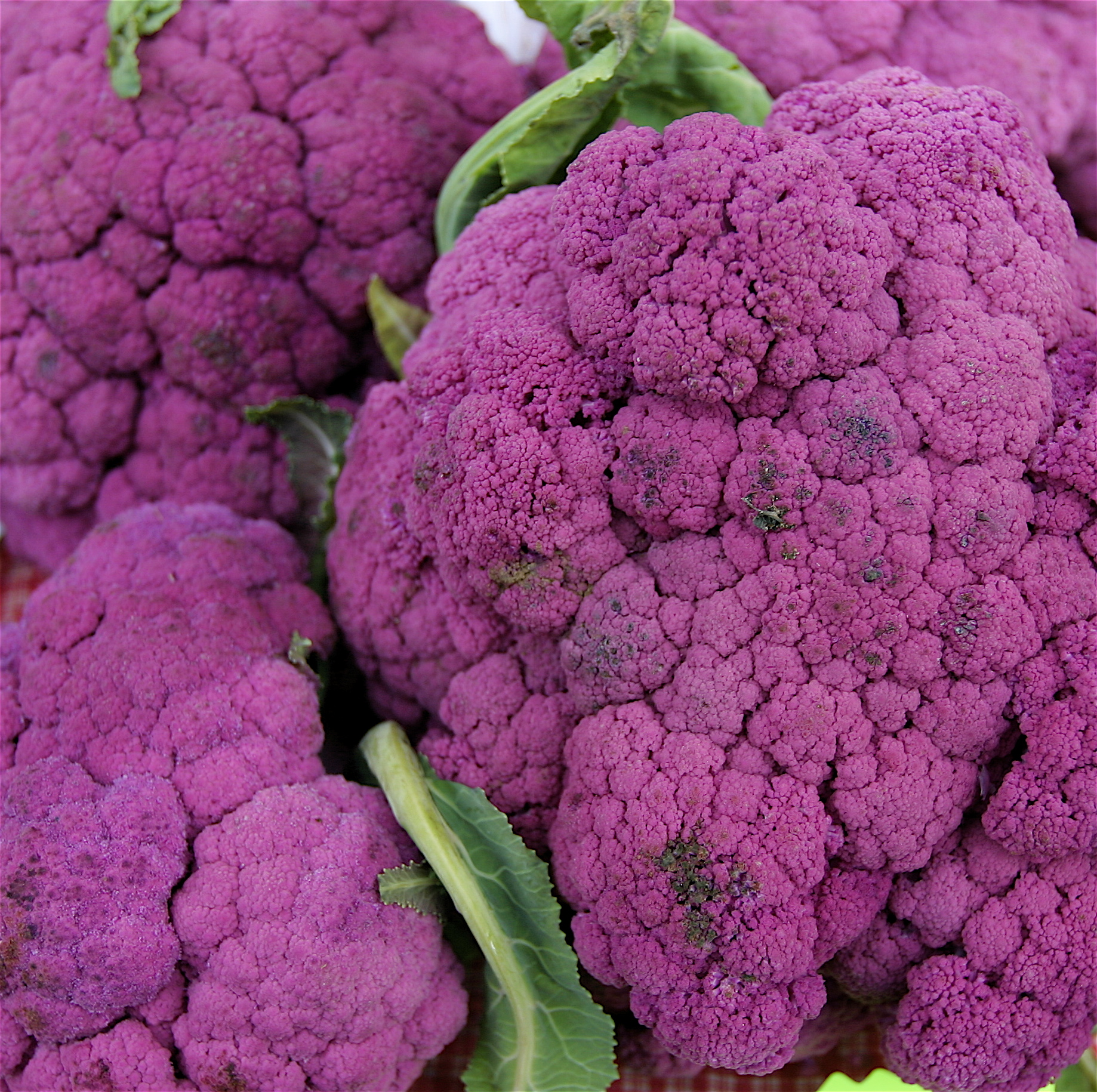
A couve-flor foi obtida pela seleção artificial de espécies de Brassica oleracea

O segundo capítulo inicia-se com uma pergunta intrigante, “Por que demorou tanto para aparecer um Darwin?”. Dawkins  em concordância com Ernst Mayr, diz que o fator principal da demora se deu pela existência do Essencialismo tão impregnado na sociedade.[carece de fontes?]

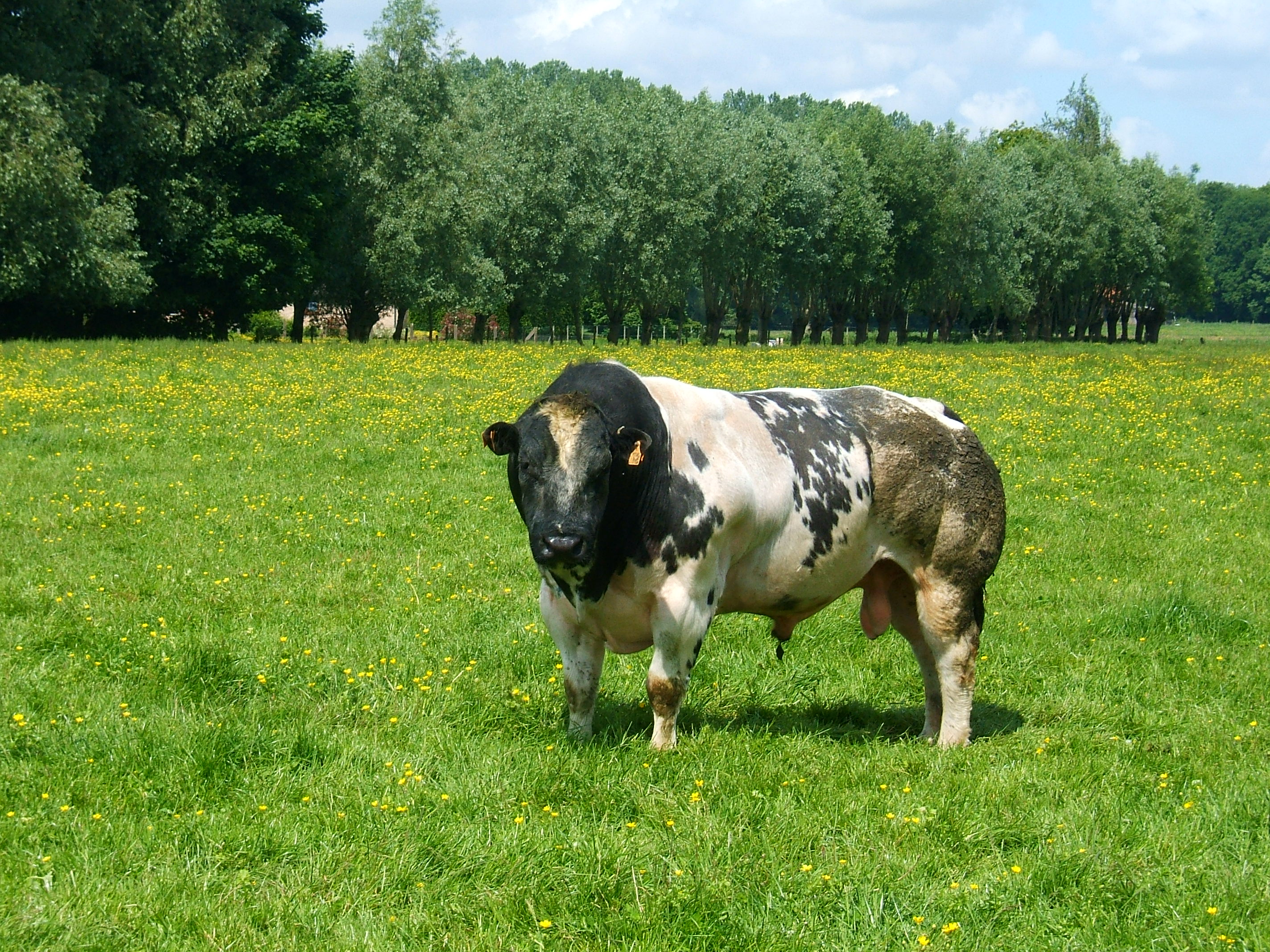
A raça belgian blue foi selecionada para a produção de carne

Para Platão, a realidade que vemos são formas imperfeitas dos objetos, pois neles há variações do que é considerado ideal. Isso é uma ideia muito frequente no Cristianismo em que há um mundo ideal criado por Deus, onde as coisas são imutáveis e se há variações são consideradas como impuras ou imperfeitas. Darwin, ao trazer a ideia da seleção natural, fez com que houvesse uma revolução ao que se conhecia sobre a diversidade dos seres vivos. O que acontece de fato, é que as espécies mudam gradualmente, de forma sutil, ao longo do tempo, e transmitem essas novas alterações às gerações posteriores. Neste capítulo, o autor demonstra a interferência do homem na manipulação de características almejadas em plantas e animais de acordo com seus interesses. O título deste capítulo trata  dos vários exemplos que o autor utiliza para corroborar a seleção natural como um dos mecanismos por meio do qual a evolução ocorre, valendo-se da exemplificação com seleção artificial. Através da  comparação entre espécies, de como uma espécie pode modificar-se ao longo de milhares de gerações e propondo um experimento mental, ele nos leva a fazer um caminho de volta na linha do tempo, chegando ao ponto em que duas espécies distintas colocam-se lado a lado na linha do tempo evolutivo, compartilhando ali um ancestral comum, o qual ele denomina de curva de 180° graus.
O autor ao falar de “como esculpir um reservatório gênico”, mostra como a domesticação faz com que espécies de diferentes reinos sejam moldadas para a sua melhor utilização pelo homem e que Darwin já havia observado isto mesmo sem o conhecimento de genética. Dawkins cita o “neodarwinismo” afirmando não na modelagem do ser e sim na ideia do reservatório gênico e que cada animal que vemos é uma amostra desse reservatório, do seu tempo.[carece de fontes?]

## Sedução para apresentar a macroevolução
No terceiro capítulo, Dawkins trata de desenvolver ideias e conceitos a respeito de: seleção artificial, seleção sexual e seleção natural. Curiosamente, ainda traz um trecho de uma carta de Alfred Russel Wallace para Darwin (mencionando ainda um autor francês) sugerindo que a expressão “Seleção Natural” não fosse tão eficaz, e a expressão “Sobrevivência dos Mais Aptos” fosse mais condizente.  O autor se refere a escolha de flores pelos insetos, mamíferos e aves, que possuíssem características que os agradassem em analogia à seleção artificial dos cães domesticados, ainda que os benefícios para ambas as partes sejam de naturezas distintas nos dois casos.[carece de fontes?]

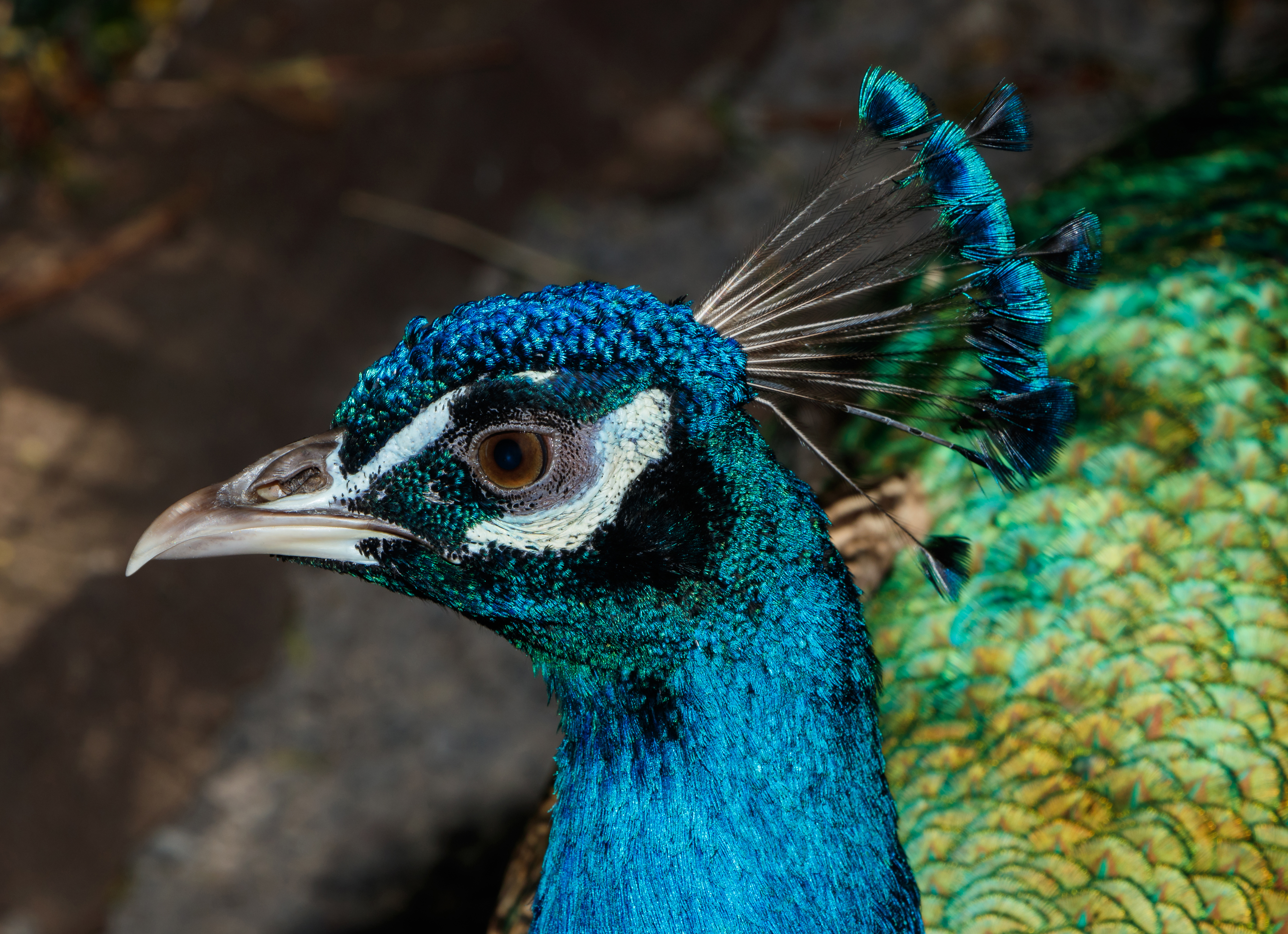
Pavão macho, ave que exibe cores extravagantes para a seleção sexual. Retirada do acervo da wikipédia

Explicando os termos seleção artificial; seleção sexual e seleção natural, Dawkins exemplifica respectivamente como o caso dos humanos que podem manipular as espigas de milho deixando-as maior; o caso das pavoas que preferem os machos mais vistosos e assim a descendência torna-se mais bonita e o caso dos peixes pescadores, que parte de seu corpo parece ser de outro peixe que um terceiro preda. Um outro exemplo é o de algumas plantas, onde a seleção ocorre junto com seus polinizadores, a seleção convergente, na qual os indivíduos se especializam em uma determinada espécie sendo este o único capaz de polinizá-la. 

## Relógios
Para saber ao certo quando as coisas aconteceram, dependemos de vestígios deixados por processos que, por sua vez, dependem do tempo- relógios, em um sentido abrangente. Em analogia, uma das primeiras coisas que um detetive faz  ao investigar um assassinato  é pedir a um médico ou patologista  estimativas da hora em que ocorreu a morte. A partir dessas informações o detetive pode deduzir muitas coisa, e nas histórias de detetive a estimativa do patologista  recebe uma reverência quase mística. A " hora da morte" é um fato básico, um eixo infalível  em torno do qual giram as especulações  mais ou menos plausíveis do detetive. No entanto, toda estimativa é passível de erros e os estes podem ser mensurados. Um patologista pode estimar a hora da morte através de vários processos dependentes do tempo. Os relógios disponíveis aos cientistas evolucionários são mais acurados em relação à escala de tempo envolvida, é claro, e não mais acurados em termos absolutos.
Este capítulo ressalta a importância do entendimento do tempo nas diversas áreas da ciência. Ele traz o tempo como um fator que não pode ser ignorado na equação da vida. Para isso, ele cita a métrica do tempo usando as informações disponíveis na natureza. A evolução pode ser evidenciada por relógios naturais encontrados em seres vivos ou em rochas, que estimam o tempo que o evento ocorreu, seu tempo de vida e, como consequência, permite estimar a idade da Terra e a sequência da evolução dos seres vivos em diferentes escalas de tempos geológicos.

### Anéis de árvores

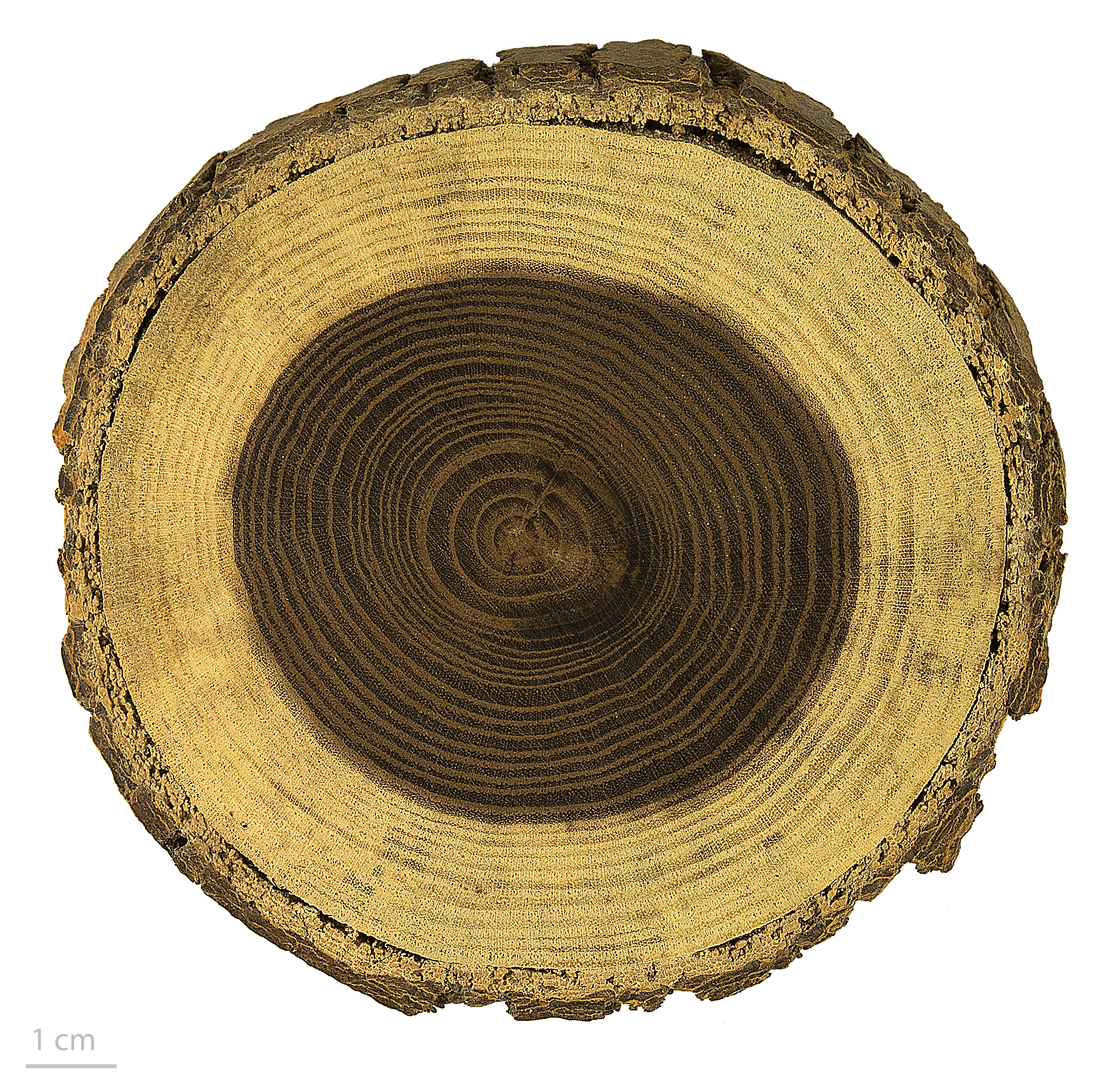
Anéis de crescimento

Mantendo o assunto do capitulo anterior Dawkins desenvolve que para sabermos o que aconteceu no passado podemos usar um relógio de anéis de árvore para datar um pedaço de madeira. Os anéis retratam o crescimento diferencial nas diversas estações do ano — inverno ou verão, estação seca ou estação chuvosa — e são especialmente pronunciados nas grandes latitudes, onde as estações são bem marcadas. Mas se quisermos saber exatamente a data de um pedaço de madeira antigo, morto há muito tempo, temos de ser mais sutis: não apenas contar os anéis, mas analisar o padrão de anéis grossos e finos. 
Assim como a existência de anéis indica os ciclos sazonais de crescimento intenso e fraco, também existem anos melhores e anos piores, pois as manifestações climáticas variam de ano para ano; ocorrem secas que retardam o crescimento e anos excelentes que o aceleram; alguns anos são frios, outros quentes, e há, inclusive, anos com fenômenos erraticamente cíclicos como o El-Nino. Os anos bons, do ponto de vista da árvore, produzem um padrão de anéis mais largos e estreitos em uma dada região, causado por uma sequência específica de bons e maus anos que se tornam uma marca registrada, é suficientemente característico —uma impressão digital  que rotula os anos exatos em que os anéis se formaram — para ser reconhecível de uma árvore para outra.
Como, montar uma série de referências  de anéis para tempos antigos? A resposta seria pelas coincidências. Para usar o princípio de coincidências  em dendrocronologia usamos os padrões característicos de referência cuja data é conhecida pela análise de árvores modernas. Em seguida, identificamos um padrão característico nos anéis antigos das árvores modernas e procuramos essa mesma "impressão digital" nos anéis mais jovens  de árvores mortas há muito tempo. Depois é observado  as impressões digitais  nos anéis mais velhos  e assim por diante. Na prática, a dendrocronologia nos permite voltar ao passado por cerca de 11500 anos.

### Relógios radioativos
Além dos relógios formados pelas arvores há os relógios radioativos. Para entender-los faz-se necessário compreender o que é um isótopo radioativo que é explicado inicialmente neste capítulo. A teoria atômica nos diz que cada  elemento tem seu átomocaracterístico, que é a menor partícula  em que se pode  dividir um elemento  sem que ele  deixe de ser elemento.
No papel do sol está o núcleo, em torno do qual orbitam os elétrons no papel dos planetas. Como no sistema solar, quase toda a massa do átomo está contida no núcleo (sol), e quase todo o volume está contido no espaço vazio que separa os elétrons (planetas) do núcleo. Um elétron é minúsculo em comparação com o núcleo, e o espaço entre os elétrons e o núcleo é imenso em relação ao tamanho das suas partículas. Além de prótons no núcleo há também as partículas chamadas de Neutrons. O número de prótons é fixo  para cada elemento e igual ao número de elétrons, é chamado de número atômico. Cada elemento tem seu número atômico exclusivo, e não há lacunas na lista dos números atômicos, a famosa tabela periódica.
O que ocorre é que muitos elementos acabam variando no número de partículas em seu átomo. A previsibilidade  da taxa de desintegração (decaimento no número de partícula até se atingir o equilíbrio) é a chave de todos os relógios  radiométricos  e há  vários tipos de desintegração radioativa, o que possibilita assim  o uso de vários relógios.
Como existem vários tipos de desintegração, há um tipo mais complexo no qual um átomo ejeta uma partícula chamada alfa. A partícula alfa consiste em dois prótons e dois nêutrons ligados uns aos outros, isso significa que o número de massa diminui em quatro unidades, e o número atômico em duas. O átomo transforma-se no elemento que estiver duas casas antes dele na tabela periódica. Um exemplo de desintegração alfa é a mudança do isótopo urânio-238, altamente radioativo (com 92 prótons e 146 nêutrons) para o tório-234 (com 90 prótons e 144 nêutrons).
Cada isótopo instável decai a uma taxa própria, característica, a qual é conhecida com precisão. Em todos os casos, a desintegração é exponencial  o que significa que se com 100 gramas de um isótopo  radioativo, uma quantidade fixa por exemplo, 10 gramas, não se transformará em outro elemento em um dado tempo. A medida da taxa de desintegração é a "meia vida", que significa o tempo necessário para que metade dos seus átomos se desintegre. A "meia vida" sempre é a mesma, não importa quantos átomos  já tenham se desintegrado — isso que significa desintegração exponencial.
A "meia vida" do carbono-14 situa-se entre 5 mil e 6 mil anos, a do rubídio-87 é 49 bilhões de anos, a do férmio-244 é 3,3 milissegundos. A meia vida de 2,4 segundos do carbono-15 seja curta demais para resolver questões evolucionárias, a meia vida do carbono-14 é de 5730 anos, é adequada para datar a escala  de tempo geológico, um isótopo muito usado  também nessa escala  de tempo é o potássio-40 com sua meia vida de 1,26 bilhões de anos. Se começar com uma determinada  quantidade de potássio-40, após 1,26 bilhões de anos metade do potássio-40 terá decaído para argônio-40.
Apenas rochas ígneas possibilitam relógios radioativos, mas raramente são encontrados fósseis em rochas desse tipo. Os fósseis são formados em rochas sedimentares como o calcário e o arenito, que não são lava solidificada. infelizmente não é possível datar rochas sedimentares pela radioatividade.
Assim, muito antes de sabermos a idade dos fósseis, conhecíamos a ordem em que eles se depositaram, ou pelo menos a ordem em que os sedimentos nomeados se depositaram. Pois antes da descoberta a datação radioativa essas camadas haviam sido identificadas e batizadas, e assim, podíamos classificá-los em ordem porque sedimentos mais antigos tendem a jazer sob sedimentos mais recentes.
O livro apresenta uma tabela  de decaimento radioativo que mostra a variação das meias vidas de alguns elementos  químicos.

### Carbono
O carbono é o elemento que mais parece indispensável à vida, aquele sem o qual é mais difícil imaginar vida em qualquer planeta, isso é devido à notável capacidade do carbono para formar cadeias, anéis e outras arquiteturas moleculares complexas. O carbono está presente no processo da fotossíntese. O carbono é continuamente reciclável e mandado de volta a atmosfera: através da excreção, e quando morremos. 
A maior parte do carbono na forma de dióxido de carbono da atmosfera é o carbono-12, que não é radioativo. Mas aproximadamente um átomo em cada trilhão é de  carbono-14, e esse é radioativo e decai muito rapidamente com meia-vida de 5730 anos. As plantas absorvem carbono-14 junto com o carbono-12 e incorporam os dois tipos de átomos de carbono em açúcares, na mesma proporção em que eles existem na atmosfera. Todos os seres vivos, animais e vegetais têm aproximadamente idêntica razão entre carbono-14 e carbono-12, a qual é a mesma encontrada na atmosfera.
Um relógio é zerado quando um ser vivo, animal ou vegetal morre e nesse momento ele é retirado da cadeia alimentar e isolado da entrada, por vias das plantas, e de novo carbono-14 proveniente da atmosfera. O carbono-14 com o passar dos anos, séculos  assim como, pedaço de madeira,  pedaços de tecidos decai constantemente para  nitrogênio-14.
A razão entre o carbono-14  e o carbono-12  pode ser usada  para calcular o tempo  que decorreu desde a morte do ser vivo seja ele, animal ou vegetal removida da cadeia alimentar e de seu intercâmbio com a atmosfera, mas isso só funciona porque  existe na atmosfera um suprimento de carbono-14 que é constantemente  reposto. Sem a reposição do carbono-14 com sua meia vida curta já teria desaparecido juntamente com outros elementos  com meia vida curta. O carbono-14 é produzido de forma natural  por raios cósmicos que bombardeiam átomos de nitrogênio na atmosfera superior e como sabemos o nitrogênio é o gás mais comum da atmosfera e seu número de massa é 14 o mesmo do carbono-14. O carbono-14 tem 6 prótons e 8 nêutrons e o nitrogênio-14 tem 7 prótons e 7 nêutrons.
Como sabemos, existem vários tipos de relógios e eles funcionam melhor em escalas de tempo diferentes e podem ser sobrepostos. Eles podem fornecer estimativas independente da idade de um fragmento de rocha tendo em mente que todos os relógios foram zerados simultaneamente no momento que o toda essa rocha se solidificou. Quando os relógios são comparados uns com os outros há concordâncias entre eles dentro das esperadas margens de erro, e isso confere confiabilidade à acurácia dos relógios. Com isso, é possível resolver problemas de datação como a idade da Terra que atualmente é aceita 4,6 bilhões de anos devido a calibragem recíproca e comprovação baseado nas rochas conhecidas.
No presente, todos os isótopos concordam uns com os outros em situar a origem da terra entre 4 e 5 bilhões de anos atrás e isso faz-se com base na suposição de que suas meias vidas sempre foram iguais às medidas atualmente.

## Bem diante dos nossos olhos
A ideia do capítulo é mostrar quais são as maneiras de enxergar a evolução em um tempo suficiente para que possamos constatar como “testemunhas oculares". Este capítulo é ao mesmo tempo um passo necessário para cobrir a gama de argumentos a favor da evolução e um contraponto aos argumentos dos criacionistas. Dawkins faz o trabalho de explicar algumas experiências engenhosas que demonstram o quão rapidamente a mudança evolutiva pode ocorrer. Ele descreve uma experiência de décadas (e ainda em curso), envolvendo bactérias E. coli, e outra envolvendo Guppies selvagens na América do Sul. Ambos os experimentos mostram conclusivamente que a seleção natural exerce forte influência sobre o desenvolvimento das espécies.[carece de fontes?]
Aqui está o problema: os mais inteligentes criacionistas já adotaram a chamada "micro-evolução", isto é, a mudança dentro de uma espécie, ou alteração em espécies ainda muito estreitamente relacionadas. Seus argumentos, em suma, era que a incrível variedade de aves que vemos hoje poderia ser o resultado da expansão evolutiva rápida de apenas algumas espécies que sobraram após o dilúvio de Noé. Criacionistas só largaram o argumento com um experimento que demonstrou a emergência de novas funcionalidades radicais, como, por exemplo ratos alados, ou gafanhotos com espinhos. Dawkins adverte o leitor não uma, mas duas vezes neste capítulo, não lê-lo quando estiver cansado ou com sono.[carece de fontes?]

## Elo perdido? Como assim, "perdido"?
O autor do livro relata sobre registros fósseis de seres vivos encontrados, que seguem uma sequência no tempo e são evidências da evolução. O que é, frequentemente, criticado pelos Criacionistas que defendem a existência de lacunas nesses registros e afirmam que as espécies não têm antecedentes e nem sofrem evolução ao longo do tempo. Dawkins defende a visão evolucionista, afirmando que os "elos perdidos" não estão perdidos e podem ser encontrados em museus.
Dawkins apresenta as maiores evidências por meio dos fósseis até então encontrados, mostrando claramente aquilo que se costuma chamar "elo perdido". Um dos principais focos do capítulo é mostrar que esses na verdade já foram encontrados. E para o autor, os fósseis se apresentam apenas na forma de "um benefício adicional para ser explorado", pois de acordo com ele "as evidências da evolução estariam totalmente garantidas mesmo se nenhum corpo jamais houvesse se fossilizado".

A maior evidência contra a evolução seria a descoberta de um fóssil em um estrato errado ou se fossem encontrados "fósseis de coelho no Pré-cambriano". Todavia, os fósseis encontrados até então, ocorrem em extratos correspondentes, na sequencia temporal correta, além do que, nenhum deles foi achado sem que o seu espécime pudesse já ter evoluído.

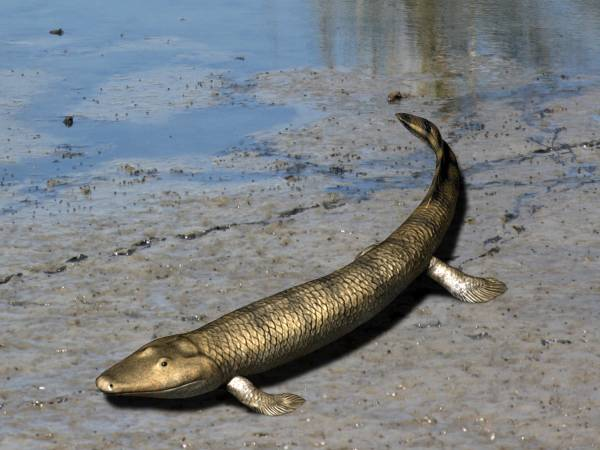
Uma restauração do Tiktaalik roseae, antepassado de todos os tetrápodes

O autor traz diversas indagações de criacionistas, nas quais são utilizadas frases bastante "sem sentido", que mostram a falta de conhecimento sobre evolução, fato que o autor faz questão de enfatizar. Uma vez que, muitos dos criacionistas não fazem a mínima questão de estudar ou entender o processo evolutivo das espécies. Dawkins reitera sempre a Teoria da Evolução, não como "meramente mais uma teoria", mas sim um fato; todos os grupos de seres vivos possuem um ancestral comum.
Um longo caminho evolutivo é discutido pelo autor, e nesse contexto ele trata da evolução das espécies que saíram da água para habitar a terra, ou seja, o surgimento dos primeiros tetrápodes. O Eusthenopteron (ainda um peixe), Panderichthys, Ichthyostega (já um tetrápode), Acanthostega e por fim o Tiktaalik, são fósseis que contam a história da evolução dos tetrápodes, desde a sua saída do mar até à conquista do ambiente terrestre. Assim, o autor pretende mostrar uma série de fósseis que seriam os "elos perdidos" da evolução. Também é discutido no capítulo a evolução dos cetáceos, desde o Pakicetus até ao Odontoceti, além dos oito intermediários entre eles, demonstrando o retorno dos tetrápodes ao ambiente aquático. 
Em síntese, os fósseis são evidências adicionais da evolução, e não podem ser usados como respostas para perguntas infundadas. Quando se busca um “elo perdido”, não se deve procurar nos fósseis uma espécie com características intermediárias das duas espécies atuais, como um “rãcaco”, já que a rã e o macaco possuem um ancestral comum. Esta visão leva parte do pressuposto errôneo de que as espécies atuais descendem de outras espécies atuais, quando na verdade elas têm um ancestral comum que não possuía as características grotescas de uma fusão de ambas. 

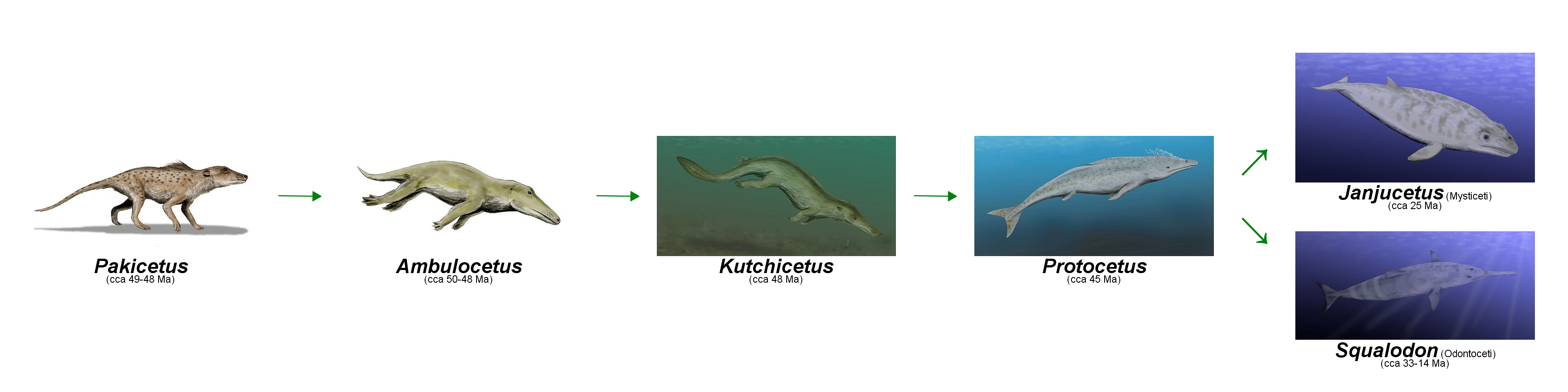
Evolução dos cetáceos

## Pessoas perdidas? Foram encontradas!

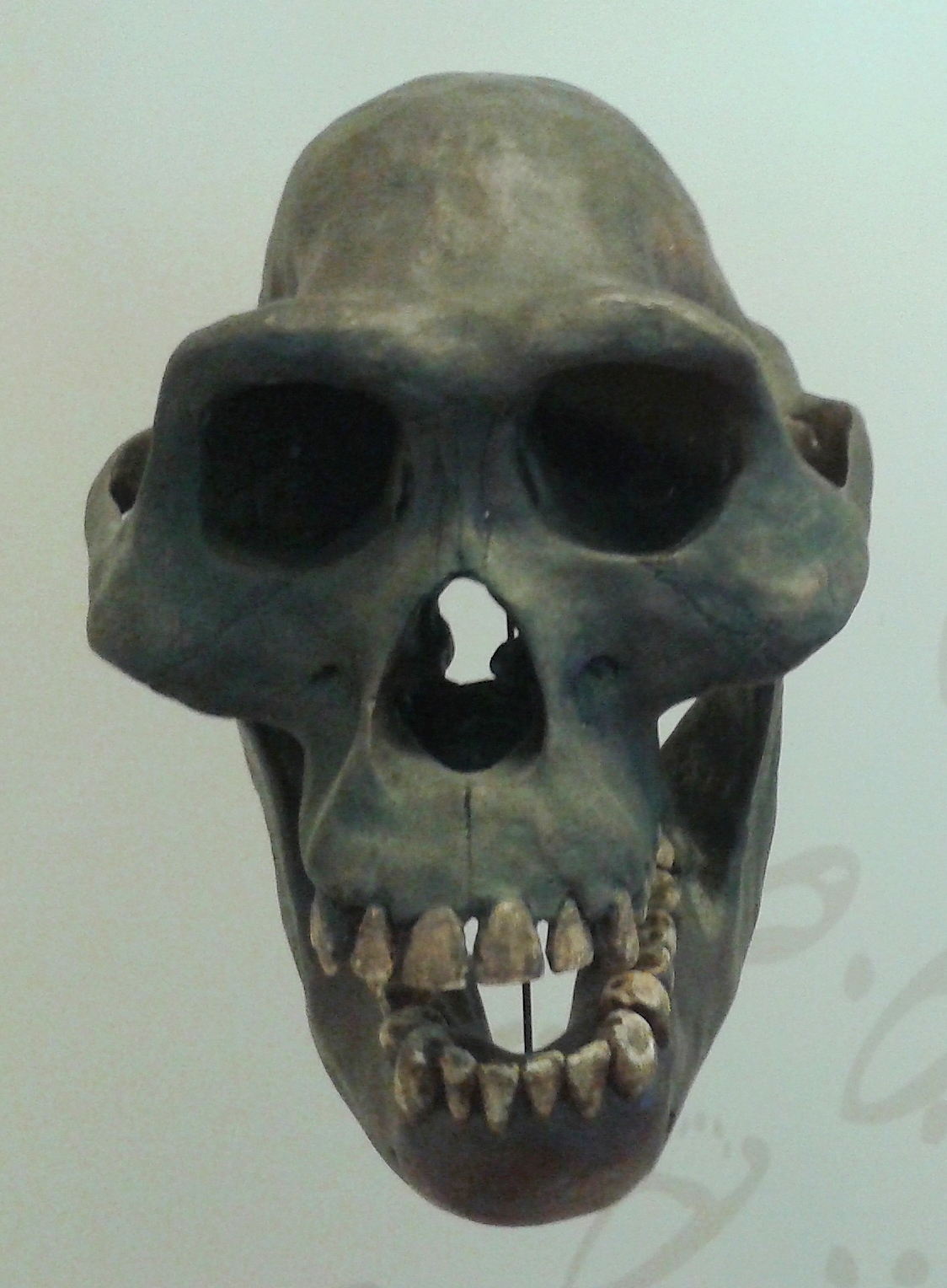
Australopithecus afarensis. Crânio e mandíbula (reconstituições baseadas em fósseis de 3 milhões de anos). Etiópia, África. Museu Nacional/UFRJ - Rio de Janeiro, Brasil.

Neste capítulo, Dawkins aborda especificamente os fósseis humanos, discorrendo sobre os registros fósseis intermediários existentes entre o ser humano (Homo sapiens) e o ancestral comum aos chimpanzés e humanos (Australopithecus afarensis). Isso nos remete a um intervalo de 6 milhões de anos para observação de caracteres semelhantes e diferentes, entre humanos modernos e o ancestral comum com os chimpanzés. Para isso, ele apresenta alguns atributos necessários aos possíveis elos perdidos. Com isso, o autor afirma que os "elos perdidos" dessa linhagem foram encontrados e são mais uma evidência clara da evolução.
São abordados conceitos de classificação taxonômica, como gênero e espécie. Também como as regras de nomenclatura zoológica são rigorosas em seu direito de prioridade, e o quanto a nomeação tem precedência sobre o bom senso e a adequação. No decorrer deste capítulo, Dawkins discute como seria se tivessem ao dispor a série contínua de todos os fósseis dos ancestrais intermediários dos chimpanzés e dos humanos modernos, e como seria difícil a sua classificação, pois o comum é que os filhos sejam semelhantes aos pais, e como seria difícil achar intermediários entre eles. Dawkins compara esse dilema ao da maioridade, onde determina-se uma idade legal para o adulto, mesmo este tendo ainda características infantis.
Lançando mão da embriologia, o autor nos mostra como o desenvolvimento embrionário traz muitas mudanças a cada espécie, muito mais drasticamente do que a forma adulta típica muda de geração a geração no decorrer das eras geológicas.
Essa conversa serve de exemplo do modus operandi dos negacionistas, ao esquivar constantemente das evidências científicas ou moldar as interpretações do fato ao seu favor.

## Você fez isso em nove meses
Em mais um capítulo, Dawkins defende a visão evolucionista das críticas criacionistas, que insistem em afirmar que a evolução é um processo muito complexo para ter acontecido, mesmo que em milhões de anos. Criacionistas dizem ser impossível que a espécie humana e os outros seres vivos existentes possam ter evoluído a partir de uma única célula. Entretanto, isso seria fechar os olhos para algo que ocorre cotidianamente. 
É possível constatar essa mudança em uma gestação de 9 meses de uma mulher, quando a partir de uma única célula tem-se um organismo altamente complexo. Neste capitulo o autor faz uma comparação do desenvolvimento embrionário com a dança dos estorninhos, e cita o quanto é difícil fazer analogias ao desenvolvimento embrionário visto a complexidade envolvida neste processo.
Dawkins também relata que desde do início do desenvolvimento da história da embriologia haviam duas doutrinas que eram o Preformismo e a Epigénese. Enquanto o preformacionismo necessariamente defende uma arquitetura pré planejada do organismo, a epigênse defende a automontagem do indivíduo durante o seu desenvolvimento. A epigênese é algo mais familiar à ciência, pois ela fala parte do pensamento que a diferenciação progressiva de um todo indiferenciado, lembrando bem os primeiros passos da jornada dos seres vivos.

## A arca dos continentes
Há entre 200 a 540 milhões de anos todos os continentes atuais eram unidos, formando o supercontinente Pangeia. Com a deriva continental, teoria proposta por Alfred Wegener, os continentes separaram-se e, em cada um deles, distintas espécies permaneceram. Como os continentes foram posicionados em locais diferentes e alguns mais distantes que outros, cada um recebeu influências abióticas que caracterizaram seu clima e condições ambientais, o que também propiciou as mais diversas adaptações das espécies e os eventos de especiação, podendo esses continentes serem interpretados como ilhas.  O importante é entender ilhas no tocante a sua função de isolar indivíduos por um tempo suficiente para promover mudanças nos seus descendentes, que os impeçam de cruzar entre si. Independente do modo em que as barreiras se apresentam, as ilhas são importantes para o processo de especiação. Exemplos dessas ilhas podem  as ilhas de Madagascar, Galápagos e Austrália, onde há espécies endêmicas. 

## A árvore do parentesco
Neste capítulo, o autor faz uma explanação sobre a homologia existente entre os ossos dos mamíferos. O capítulo começa falando das diferenças e também das similaridades que existem no esqueleto do morcego, comparando-o com o esqueleto de um mamífero, diz-se pela forma como os ossos se encaixam uns aos outros. 
No decorrer dele revela que esta se estende a todos os animais vertebrados. O autor cita também sobre os animais planadores, o que poderia ter dado origem então aos animais que voam. Dawkins utiliza de vários exemplos para demonstrar como os esqueletos revelam a analogia de espécies diferentes dentre os mamíferos como as girafas e os ocapi revelando seu parentesco. Além disso ele aponta que as características que certas espécies apresentam são semelhantes a outras de classes diferentes da sua como o nado veloz dos golfinhos que usam a proporção caudal como a utilizadas por peixe que possuem o formato do corpo parecido com os deles como o dourado. Elas não são tomados de empréstimo mas apresentam características próprias pois os golfinhos movimentam suas caudas para baixo e para cima ao contrário dos peixe que movimentam suas caudas de um lado para o outro, o que nos faz rejeitar a hipótese de empréstimo destas características. Ainda neste capítulo ele nos mostra que há entre as classes análogas entre as espécies, como exemplo os esquilos voadores e seu análogo marsupial falangerídeo voador, que mesmo sendo animais distintos em origem tem o mesmo comportamento desenvolvido, outro exemplo é o morcego e as aves.

## A história escrita em todo nosso corpo
O autor começa este capítulo indagando se de fato o Império Romano existiu. O autor faz uma comparação dos seres vivos e das histórias que os compõe e como compõe o seu DNA, as muralhas, monumentos e até as inscrições antigas romanas, é fato que o fenótipo também está ligado a evolução. 
A evolução é um processo constante, mas que não acontece de uma hora para outra, são necessário milhares de anos. O autor também cita as baleias e golfinhos e sua evolução ao longo dos anos, diz-se que as baleias compunham ossos em sua parte inferior que mais pareciam uma cintura pélvica, embora não tenham pernas, fala também da placenta inconfundível dos mamíferos, como também o hábito de alimentar a sua cria com leite. Em alguns trechos do seu livro, Dawkins menciona o Design Inteligente, argumento inconsistente utilizado pelos criacionistas, para justificar o surgimento da vida e suas complexas características vitais. Entretanto, ele confronta com argumentos plausíveis em relação a própria evolução e surgimento desses seres. O mesmo tenta justificar o aparecimento de mamíferos aquáticos com características ainda primordiais dos seus ancestrais e refuta a ideia de que se o Design Inteligente estivesse construído estes seres deveria vos dá atributos dos outros peixes. Hoje os avanços científicos na área da genética permitem realizar um mapeamento dos genes responsáveis por essas características, para não só entender quais são os genes envolvidos em cada estrutura, mas também para estabelecer as relações de parentescos entre as espécies. Este avanço reafirma a maior proximidade entre as estruturas de espécies mais próximas filogeneticamente, o que reforça a ideia de analogia e homologia das estruturas. 

## Corridas armamentistas e teodiceia evolucionária
Neste capítulo o autor fala da corrida que acontece durante o tempo evolucionário, o autor faz menção mais uma vez do designer inteligente. O que ocorre há milhões de anos na natureza entre as espécies, que ele nomeia de corrida armamentista entre as espécies caçadoras e as caçadas cabe a essa questão o sucesso evolutivo. Um exemplo marcante é o do guepardo que tenta apanhar uma gazela. Esse princípio rege as relações entre as presas e os predadores. Deste ponto de vista, a existência da dor, da agressividade ou até daquilo que interpretamos como crueldade do reino animal podem ser melhor compreendido, pois em última instância, a seleção natural serve sempre favorece os indivíduos mais aptos a aquela situação. 
Esta corrida pode ser vista não apenas entre os animais mas também entre as plantas quando uma cresce uns centímetros a mais para que possa ter mais fótons captados que a outra ao seu lado. Além disso, o autor retoma a ideia de o design inteligente que ele poderia pender para ser economista ao invés de dispendioso processo que ocorre na natureza ou em relação a não existência do mal em vez de um equilibro entre as espécies, sob a luz da evolução não existe a necessidade de um equilíbrio e todos os gastos são justificáveis para fazer com que a espécies permaneça a existir, isso fica claro quando olhamos os vírus eles existem sem finalidade nenhuma e infectam outras organismos com a única finalidade de se reproduzir, e a cada multiplicação acontece uma evolução, podemos tomar como exemplo aqueles que ficam resistentes a certos tipos de remédios e se faz necessário uma constante renovação na indústria farmacêutica, no fim toda corrida dos grandes felinos e suas prezas, a disputa silenciosa das árvores em uma floresta e a existência de um vírus tem uma única finalidade a de continuar a permear pela terra seu material genético.

## Há grandeza nessa visão da vida
Esse capítulo se baseia em analisar acerca o último parágrafo de “A origem das espécie”, de Darwin. É destacada a preocupação de Darwin em sempre destacar que as coisas acontecem na natureza para seguir “as leis que atuam a nossa volta”, fazendo com que os seres vivos possam fazer o máximo possível para seguir sequência de se multiplicar, variar, deixando que vivam os mais fortes e morram os mais fracos. O autor discute neste capítulo as evidências de Darwin em relação a evolução com as suas próprias percepções. O autor ainda confirma a ideia das origens independentes dos seres vivos. Ele coloca como exemplo a vespa que paralisa sua presa simplesmente para obter comida fresca para suas lavas. Explica também como forças maiores como o simples movimento de rotação do planeta pode exercer domínios e influências na evolução da vida e suas adaptações. E salienta que é assombroso que há pessoas ainda não entendem o raciocínio lógico da evolução.

## Recepção
O livro recebeu críticas positivas desde seu lançamento. Escrevendo no The Times, Anjana Ahuja descreveu o relato de Dawkins sobre as evidências da evolução como "fino, lúcido e convincente". Embora ela tenha criticado-o por engrandecer o papel do Islã na disseminação do criacionismo e sugerido que o estilo que ele escreve é improvável de convencer os descrentes, Ahuja descreveu estes como apenas "trocadilhos" e recomendou o livro para todos leitores. A revista The Economist também avaliou favoravelmente o livro, elogiando o estilo de Dawkins como persuasivo e enaltecendo seu valor educacional. Mark Fisher no The List chamou Dawkins de "comunicador convincente", adicionando que o livro era "iluminado" e elogiou o uso do humor ao longo de todo o livro. The Sunday Telegraph premiou-o como o "Livro da Semana", com uma revisão de Simon Ings descrevendo Dawkins como o "mestre da claridade e inteligência científica". Mesmo que Ings tenha sentido que a raiva interferiu na criatividade de Dawkins até certo ponto, ele também elogiou as seções do livro como "mágicas" e "viscerais", concluindo que havia um "mérito intemporal" para o tema geral.
O revisor do The New York Times, Nicholas Wade, elogiou o trabalho em geral, mas criticou a afirmação de Dawkins que a evolução pode ser tratada como um fato inegável e declarou que a insistência de Dawkins que é um fato o faz dogmático como seus oponentes. Além disso, caracterizando seus adversários como "negadores da história", "piores que ignorantes" e "iludidos a ponto de perversidades" Wade afirma que o livro "não é linguagem científica, ou civilizada". Wade vê erros tanto em Dawkins quanto em seus oponentes criacionistas. A revisão de Wade foi subsequentemente criticada em muitas cartas de leitores ao The New York Times. Em uma delas, Daniel Dennett afirmou que o criacionismo merece tanto respeito quanto acreditar que o mundo é plano. A segunda carta, de Philip Kitcher, professor de filosofia da Columbia University, afirmou que a evolução e outras descobertas científicas "são tão bem suportadas que devem ser julgadas como fatos".